# Mahala (Kalesija)
Pour les articles homonymes, voir Mahala.
Mahala est un village de la municipalité de Kalesija, en Bosnie-Herzégovine.